# Férfi 500 méteres gyorskorcsolya az 1932. évi téli olimpiai játékokon
Az 1932. évi téli olimpiai játékokon a gyorskorcsolya férfi 500 méteres versenyszámát február 4-én rendezték. Az aranyérmet az amerikai Jack Shea nyerte meg. Magyar versenyző nem vett részt a versenyszámban.

## Rekordok
A versenyt megelőzően a következő rekordok voltak érvényben:
| Világrekord     | Clas Thunberg (FIN)                       | 42,6 | St. Moritz, Svájc | 1931. január 13.  |
| Olimpiai rekord | Bernt Evensen (NOR) · Clas Thunberg (FIN) | 43,4 | St. Moritz, Svájc | 1928. február 13. |

A versenyen új olimpiairekord-beállítás született:
| Jack Shea (USA) | 43,4 | Lake Placid, Amerikai Egyesült Államok | 1932. február 4. |

## Eredmények
A három előfutamból az első két helyezett versenyző jutott a döntőbe. A döntőben a célba érkezés sorrendje határozta meg a végeredményt. A rövidítések jelentése a következő:
- Q: továbbjutás helyezés alapján
- OR: olimpiairekord-beállítás

### Előfutamok
| Hely.    | Versenyző           | Nemzet                 | Idő            | Mj       |
| 1. futam | 1. futam            | 1. futam               | 1. futam       | 1. futam |
| -------- | ------------------- | ---------------------- | -------------- | -------- |
| 1.       | Frank Stack         | Kanada (CAN)           | 44,3           | Q        |
| 2.       | Jack Shea           | Egyesült Államok (USA) | idő nem ismert | Q        |
| 3.       | Isihara Sózó        | Japán (JPN)            | idő nem ismert |          |
| 4.       | Erling Lindboe      | Norvégia (NOR)         | idő nem ismert |          |
| 5.       | Kavamura Jaszuo     | Japán (JPN)            | idő nem ismert |          |
| 2. futam |                     |                        |                |          |
| 1.       | Bernt Evensen       | Norvégia (NOR)         | 45,3           | Q        |
| 2.       | Willy Logan         | Kanada (CAN)           | idő nem ismert | Q        |
| 3.       | Ray Murray          | Egyesült Államok (USA) | idő nem ismert |          |
| 4.       | Kitani Tokuo        | Japán (JPN)            | idő nem ismert |          |
| 5.       | Leo Sylvestre       | Kanada (CAN)           | idő nem ismert |          |
| 3. futam |                     |                        |                |          |
| 1.       | Alexander Hurd      | Kanada (CAN)           | 44,9           | Q        |
| 2.       | John O’Neil Farrell | Egyesült Államok (USA) | idő nem ismert | Q        |
| 3.       | Allan Potts         | Egyesült Államok (USA) | idő nem ismert |          |
| 4.       | Haakon Pedersen     | Norvégia (NOR)         | idő nem ismert |          |
| 5.       | Hans Engnestangen   | Norvégia (NOR)         | idő nem ismert |          |
| 6.       | Tomeju Uruma        | Japán (JPN)            | idő nem ismert |          |

### Döntő
| Helyezés | Versenyző           | Nemzet                 | Idő            |
| -------- | ------------------- | ---------------------- | -------------- |
| Arany    | Jack Shea           | Egyesült Államok (USA) | 43,4 OR        |
| Ezüst    | Bernt Evensen       | Norvégia (NOR)         | idő nem ismert |
| Bronz    | Alexander Hurd      | Kanada (CAN)           | idő nem ismert |
| 4.       | Frank Stack         | Kanada (CAN)           | idő nem ismert |
| 5.       | Willy Logan         | Kanada (CAN)           | idő nem ismert |
| 6.       | John O’Neil Farrell | Egyesült Államok (USA) | idő nem ismert |